# Hongdae
Pour l'université qui donne son nom au quartier, voir Université Hongik.
Hongdae (Hangeul 홍대 ; hanja : 弘大) est une région de Séoul, en Corée du Sud près de l'Université de Hongik, d'où elle tire son nom. Le quartier est connu pour ses arts de rue et sa musique indépendante, ses boîtes de nuit ainsi que sa street food. Il est situé dans Mapo-gu, à l'ouest de Séoul, entre Seogyo-dong et Hapjeong-dong.

## Nom
Hongdae (Hangeul : 홍대) est une abréviation de Hongik Daehakgyo (홍익대학교, Hanja : 弘益大学), l'Université de Hongik. Le terme « hongdae » est utilisé en général pour parler de l'Université de Hongik, qui a notamment l'une des meilleures écoles de Beaux-Arts de Corée du Sud.

## Caractéristiques

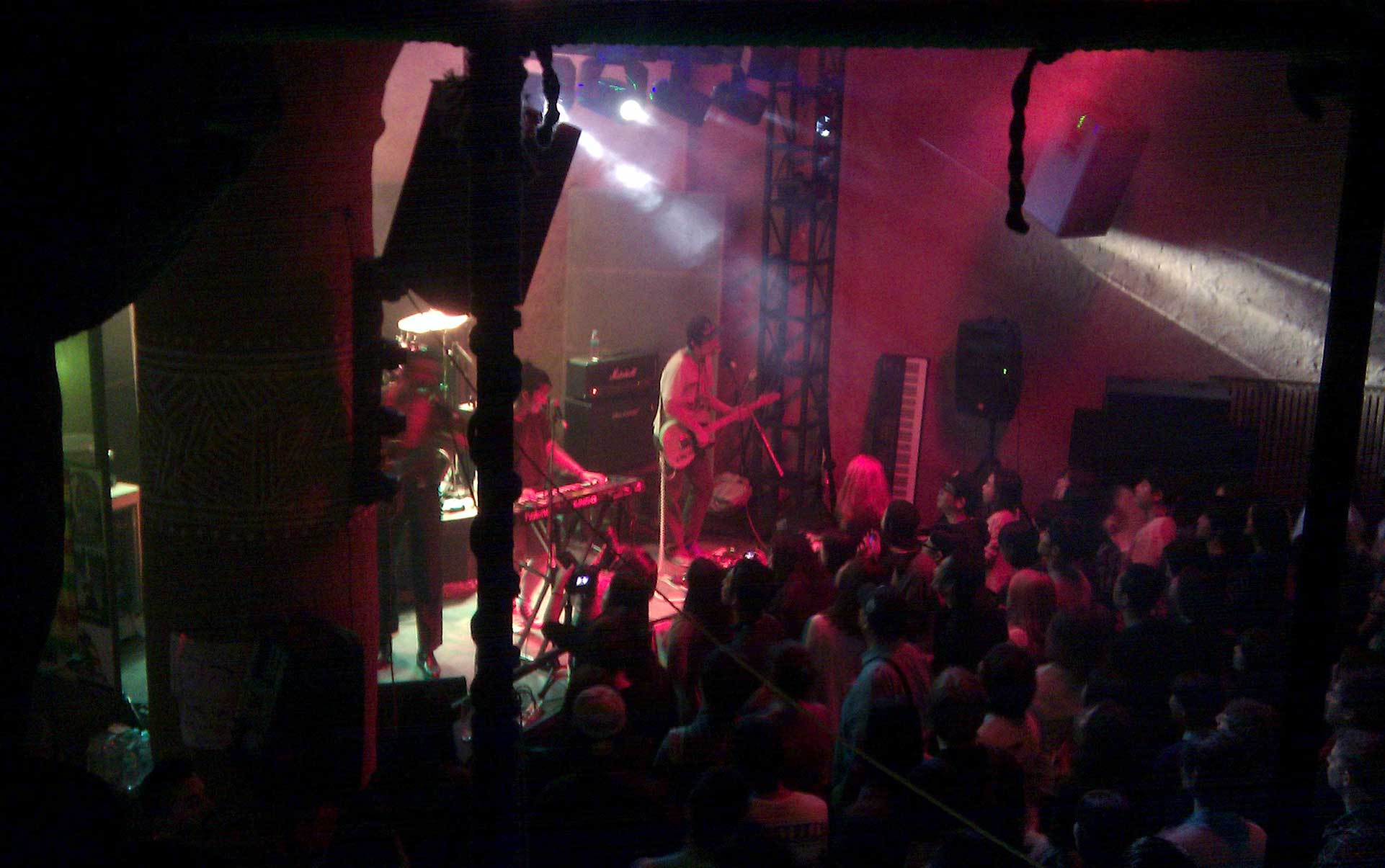
Un groupe indépendant jouant dans une boîte de nuit locale.

Le quartier d'Hongdae est connu pour ses cafés branchés et ses nuits étudiantes, ainsi que pour sa scène indépendante, ses arts de rue et ses musiciens underground. Plusieurs groupes connus comme Jaurim, Crying Nut et Peppertones viennent de cette rue et ont commencé comme groupes indépendants. Le quartier a également des festivals et des représentations d'arts de rue, ainsi que des concerts par des artistes indépendants et des personnalités célèbres.
À partir des années 1990, le quartier se construit autour de l'art et de l'université Hongik (Hongdae), qui est réputée pour sa faculté d'arts prestigieuse. Les loyers étaient faibles dans les premières années, ce qui poussa des musiciens et artistes de rue sans le sou à déménager dans les ateliers du quartier Hongdae. La plupart de ces ateliers sont maintenant des cafés ou des salles de concert, et le quartier a la réputation d'être une zone majeure pour les arts urbains et les boîtes de nuit underground.
Comme beaucoup d'autres aires urbaines multiculturelles, Hongdae est aussi touchée par la gentrification. Cependant, malgré la récente explosion du nombre de magasins de marques de luxe qui pousse les artistes à s'installer vers le sud du quartier près de la station de métro Hapjeong, la rue Hongdae garde sa réputation d'être le lieu idéal pour les musiciens indépendants. Un grand nombre de salle de concerts et de festivals attirent beaucoup de visiteurs,. 
YG Entertainment, la grande agence de K-pop, a ses bureaux près de cette rue.
Hongdae a aussi beaucoup de magasins indépendants de vêtements et des magasins vintage. Il y a aussi des cafés à thème kitsch et éclectiques centrés sur des personnages ou animaux.

## Événements

### Zandari Festa

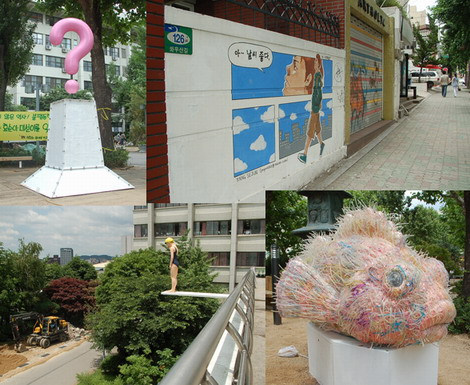
Exposition d'art de rue

Zandari Festa tire son nom de « Zandari », l'ancien nom du quartier. « Zandari » veut dire « petit pont », et l'ambition du festival est de faire un pont entre la scène locale indépendante de musique et le grand public. Le festival se tient sur 3 jours, en automne, dans des salles de concert déterminées à l'avance qui accueillent les évènements. Le festival encourage les groupes à venir d'eux-mêmes, et les artistes sont encouragés à participer à l'organisation et la promotion des évènements dans lesquels ils jouent.

### Live Club Day
Créé en mars 2001, « Club Day » (journée boîte de nuit) démarra en tant qu'évènement où un bracelet permettait d'entrer dans une douzaine de boîtes de nuit pour le prix d'une. Après 2007, « Sound Day » démarra également avec les salles de concert. En 2008 et début 2009 les journées furent interrompue à cause de violences et perturbations causées par des soldats de l'armée américaine et des mineurs. Les journées redémarrèrent, mais s'arrêtèrent en janvier 2011 (pour le 117e Club Day), principalement à cause de disputes portant sur la distribution des profits entre les boîtes de nuit populaires et celles moins fréquentées et moins chères.
Après quatre ans de pause, six boîtes de nuit fondèrent en janvier 2015 la « Coopérative Live Club », et avec d'autres boîtes de nuits, redémarrèrent « Live Club Day » le 27 février. Le « Live Club Day » se tient le dernier vendredi de chaque mois. Le système de billetterie est le même, où un seul billet est nécessaire pour aller dans plusieurs établissements de genres variés (rock, jazz, hip hop, électro).

### Exposition d'art de rue

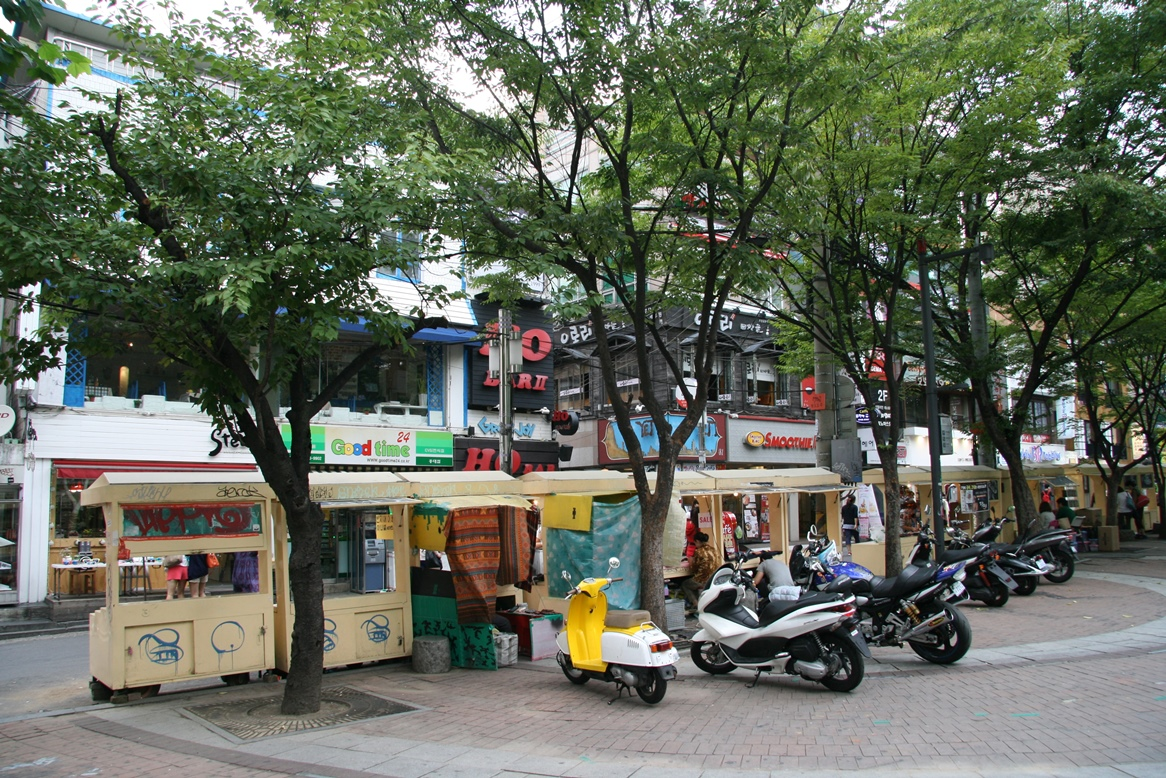
Des vendeurs de rue dans l'aire de jeux (Hongdae Playground), situé à Wausan-ro 21-gil

Au début des années 1990, les étudiants des Beaux-Arts de l'Université Hongik commencèrent à décorer les rues, les murs et les routes autour de l'université. Ils finirent par être rejoints par beaucoup d'artistes de toute la Corée du Sud, et le premier « Street Art Festival » (festival d'arts de rue) se tint en 1993.
Tous les ans, les étudiants de Hongik et des artistes du coin créent une multitude de projets d'art visuel dans les rues de Hongdae, comme des graffiti, des installations d'art, et des performances.

### Free Market
« Hongdaeap Artmarket Freemarket » se tient sur l'aire de jeu d'Hongdae (Hongdae Playground), en face de la porte principale de l'Université de Hongik. Il se tient tous les weekends entre mars et novembre (de 13h à 18h), et est organisé par l'ONG 'Living and Art Creative Center (일상예술창작센터)' depuis 2002.
Les marchés aux puces sont appelés « Free Market » le samedi et « Hope Market » le dimanche. Il s'agit de marchés artisanaux où se vendent des objets créés par les étudiants et les artistes de rue,,. Ce marché sur l'aire de jeu a inspiré d'autres marchés culturels, qui se sont ouverts dans d'autres secteurs du quartier Hongdae.

## Transports
La zone est desservie par le métro via les stations Université de Hongik (), 
Hapjeong ( et ), et Sangsu (). La rue est aussi desservie par des lignes de bus.

## Dans la culture populaire
Le quartier Hongdae est très utilisé pour le tournage de séries télévisées et de films coréens ; citons par exemple :
- 2007, The 1st Shop of Coffee Prince (MBC)[15],[16]
- 2010, Mary Stayed Out All Night (KBS)
- 2011, Flower Boy Ramyun Shop (tvN)[17].
- 2012, A Gentleman's Dignity (SBS)

Le chanteur belge de pop Sioen a écrit une chanson en juillet 2015 sur ce quartier coréen.

## Galerie

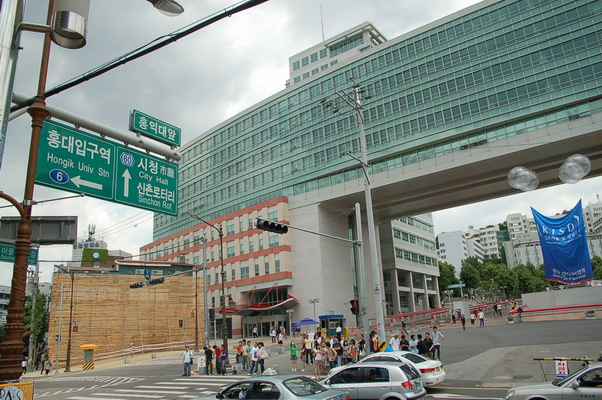
Entrée principale de l'Université Hongik
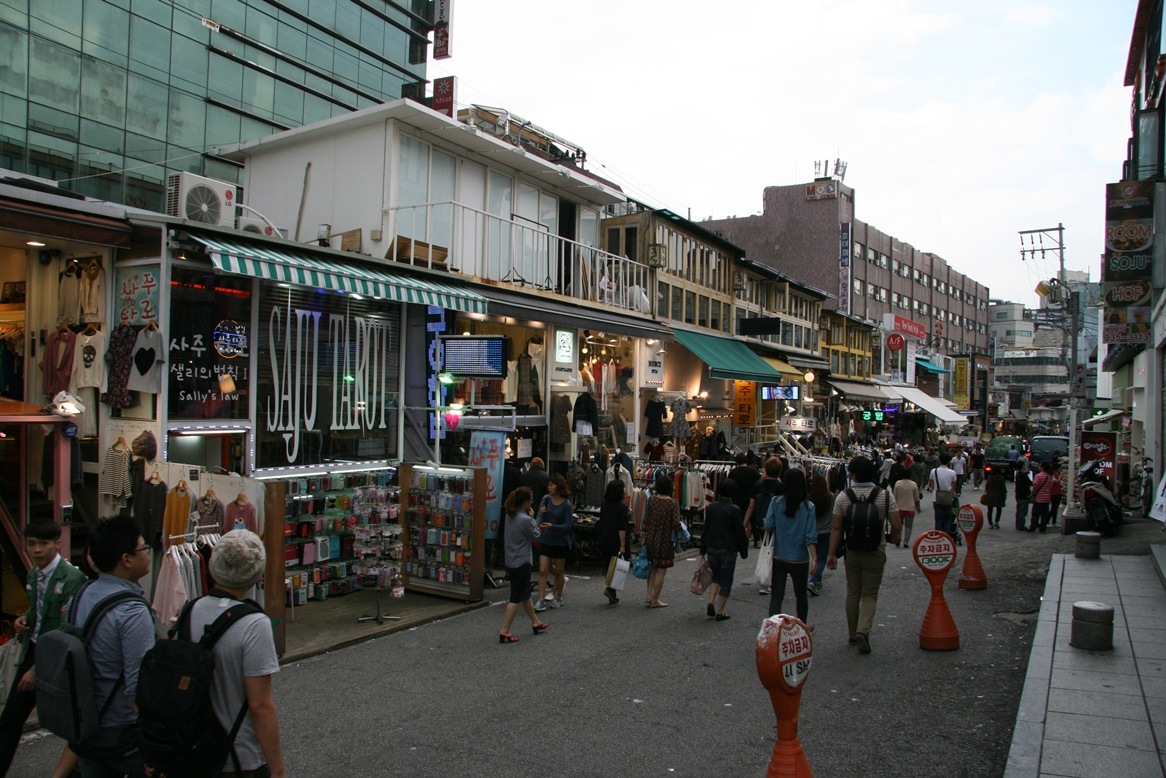
Magasins de vêtements indépendants à Eoulmadang-ro
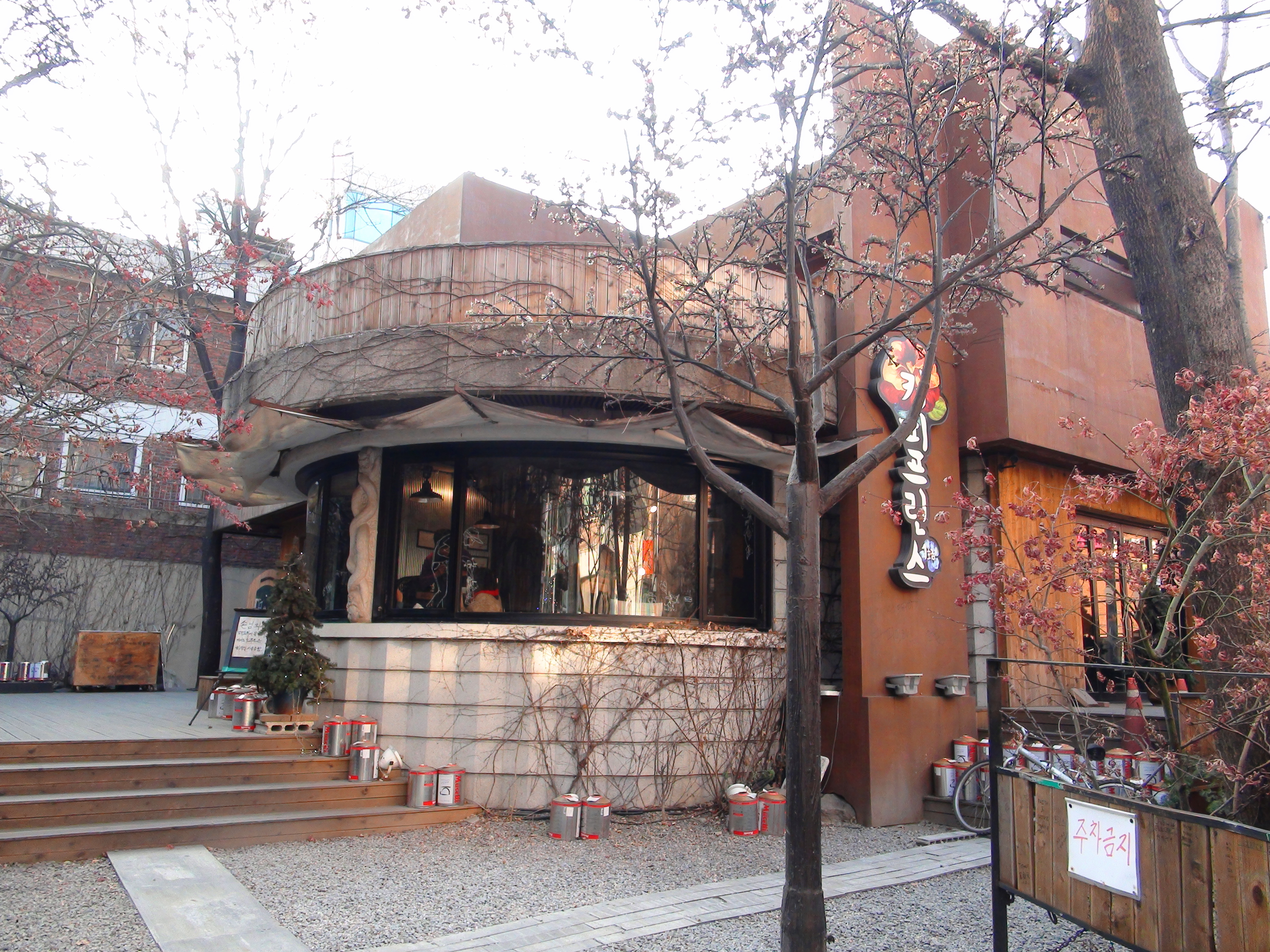
L'extérieur du café où 1st Shop of Coffee Prince fut tourné
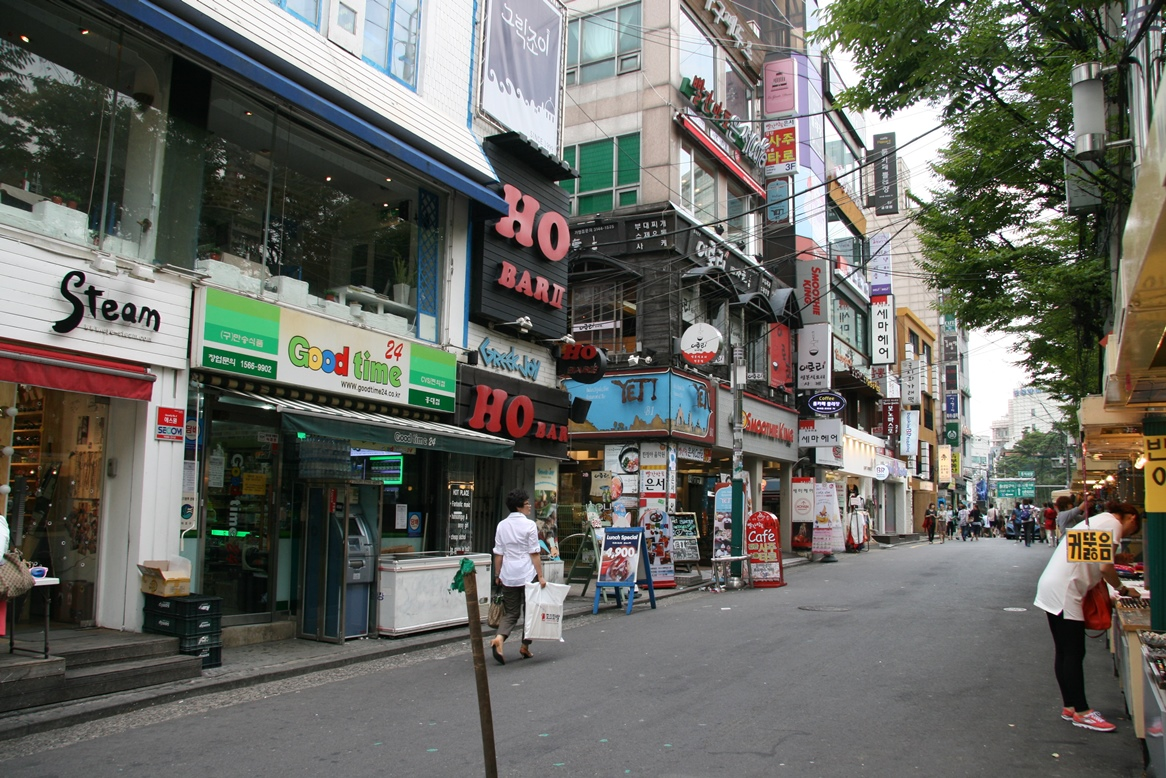
Des magasins à Wausan-ro 21-gil, en face de l'aire de jeux de Hongdae
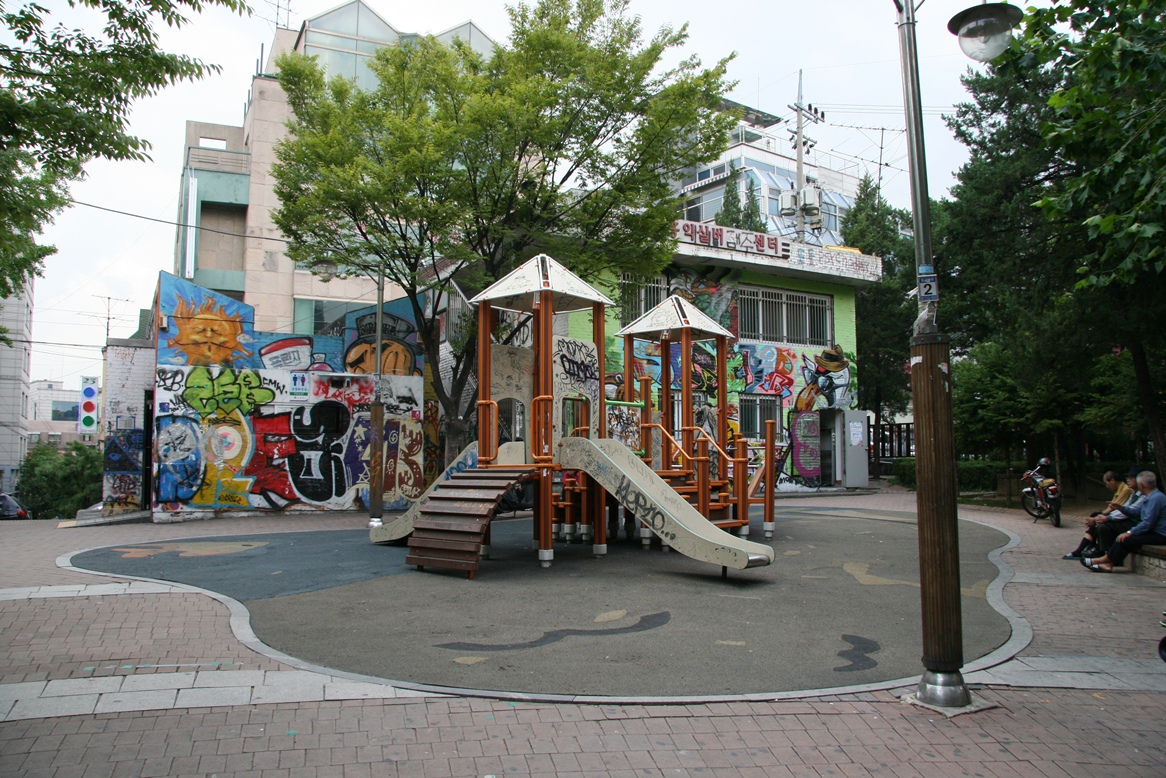
Aire de jeu de Hongdae en 2012